# Ternstroemia punctata
Espèce
Classification APG III (2009)
Synonymes
Selon Tropicos (14 mars 2022) :
- Taonabo punctata Aubl. - Basionyme
- Ternstroemia revoluta Splitg.

Selon GBIF (12 mars 2022) :
- Mokof punctata (Aubl.) Kuntze
- Mokofua punctata (Aubl.) Kuntze
- Taonabo punctata Aubl. - Basionyme
- Ternstroemia punctata var. punctata (Aubl.) Sw., 1788
- Ternstroemia punctata var. revoluta (Splitg.) Choisy, 1855
- Ternstroemia punctata var. revoluta Wawra
- Ternstroemia punctata var. typica Wawra
- Ternstroemia revoluta Splitg.

Ternstroemia punctata est une espèce de plantes à fleurs appartenant à la famille des Pentaphylacaceae (anciennement des Ternstroemiaceae ou des Theaceae).
C'est un arbre néotropical.
En Guyane, Ternstroemia punctata est une des espèces connues sous le nom de Palétuvier montagne (nom partagé notamment avec Ternstroemia dentata et Tovomita guianensis).
Au Suriname, on l'appelle Savannebeierenblad, Savanne-mangro (Sranan tongo), Kaiakaiadan, Akayuran (Arawak), Poliperi (Karib).

## Description
Ternstroemia punctata est un petit arbre ou un arbuste haut de 3–8 m, à rameaux robustes, cassants, gris, non verticillés, subtortueux.
Les feuilles sont larges, fortement coriaces, abondamment ponctuée de noir en-dessous, entières, de forme obovale, oblongue ou ovale-oblongue, longues de (1-)3-7(-8) cm pour 2-3(-4) cm de large, à apex obtus ou arrondi, sub-émarginée, à base cunéiforme.
La marge est entière, bordée de glandes, fortement révolutes (serrato-dentée pour les premières feuilles des semis).
La nervure médiane canaliculée sur le dessus, saillante en-dessous.
Les 8 à 11 paires de nervures latérales sont nettement visible sur le dessus.
Le pétioles sont longs de 3 à 5 mm.
Les fleurs sont solitaires, axillaires, très nombreuses, de couleur blanche à apex jaune, portées par des pédicelles beaucoup plus long que les pétioles (2-3 cm) généralement comprimés, avec une rangée de glandes le long des angles (visible à la loupe).
On observe 2 bractéoles rapidement caduques, longues d'environ 6 mm pour 3,0-3,5 mm de large, de forme ovale, concaves, parcheminées, carénées, nettement glanduleuses-denticulées le long de la marge, émarginées, apiculées à l'apex, s'effilant à la base, laissant une petite cicatrice triangulaire lors de leur chute.
Les 5 sépales sont persistants, subégaux, de forme ovale, longs d'environ 11-12 mm, longuement acuminés, glanduleux-denticulaires sur les lobes externes (parfois sur les lobes internes), coriaces (épais de 1,5-2,5 mm à la base).
Les 5 pétales sont de couleur crème, caducs, de forme ovale, longs d'environ 6-8 mm pour 3 mm de large, membraneux, longuement acuminés, simulant la forme du calice.
On compte environ 50 étamines, bisériées, avec des filets filiformes, inégaux, de tailles inégales, longs de 0,5 à 2,5 mm, rejoint à leur base, avec des connectifs avec un appendice longs de 0,5 mm, et avec des anthères inégales, jointes, longues de 1-2 mm.
L'ovaire est globuleux à conique, haut de 2 mm, à 3 loges (rarement 4-5 en raison de fausses séparations), contenant chacune 3-4 ovules, se rétrécissant à l'apex dans le style long de 4-5 mm, libre sur 2 mm puis trifide au sommet avec 3 stigmates punctiformes.
Le fruit est une capsule indéhiscente, globuleuse, en forme d'oignon, rugueuse au séchage, d'environ 1 cm de diamètre, contenant 3 loges et 3-12 graines comprimées latéralement à base tronquée,,,.
Les caractères remarquables de cette espèce sont ses feuilles entières ponctuées avec des nervures nettement visibles sur la surface supérieure, les pétales longs et acuminés, les lobes du calice exceptionnellement épais et en forme d'étoile lorsqu'ils ont élargi, les bractéoles caduques, laissant des cicatrices triangulaires, les trois styles séparé, et l'ovaire et le fruit à 3 cellules.

## Répartition
Ternstroemia punctata est présent au Venezuela (Auyan Tepuy, tepuy du Roraima, Bolívar), au Guyana, au Suriname, en Guyane, au Brésil (Amazonas),.

## Écologie
Ternstroemia punctata est un commun dans les savanes sablonneuses sèches du Suriname,, et sur les pentes broussailleuses des Tepuys, autour de 1 000–1 400 m d'altitude au Venezuela.
Ternstroemia punctata est un arbre zoochore, qui fleurit et fructifie presque toute l'année (mais on observe rarement les fleurs, ouvertes seulement le matin par beau temps).

## Utilisation
Comme pour Ternstroemia dentata, l'écorce de Ternstroemia punctata est employée pour le tannage du cuir. Le bois natruellement durable sert pour la fabrication de bardeaux, et de bois de mines,.

## Protologue

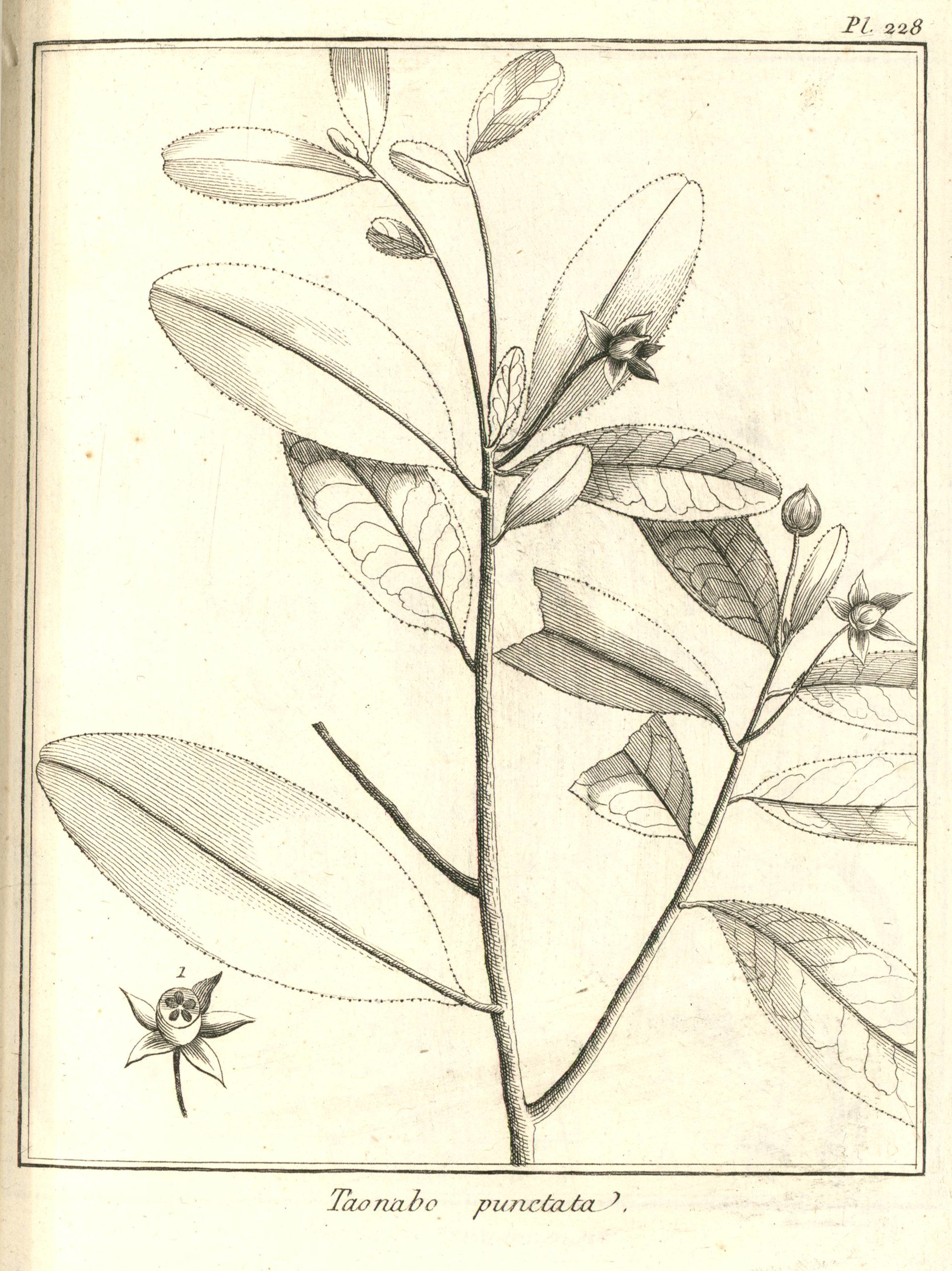
Ternstroemia punctata par Aublet (1775)
Planche 228 : 1. Calice. Capſule coupée en travers.

En 1775, le botaniste Aublet propose le protologue suivant : 

« TAONABO (punctata) foliis ovato-oblongis, emarginatis, fructu majore. (Tabula 228.)
Arbor viginti quinque-pedali, in ſummitate ramoſo ; ramis hinc & inde ſparſis. Folia alterna, obſcure virentia, ovata, emarginaca, ad margines punctis rigidis exaſperata, glabra, breviter petiolata. Flores ſolitarii, axillares, longo pedunculo ſuffulti. Calix, corolla, ut in precedenti ; ſed stamina numeroſiſſima, ſexaginta. Fructus duplo major.
Florebat, fructumque ferebat Auguſto & Septembri.
Habitat in ſylvis montis Serpent dicti.
Nomen Gallicum PALETUVIER DE MONTAGNE.

LE TAONABE pointillé. (PLANCHE 228.)
Cette eſpèce de PALÉTUVIER qui s'élève auſſi haut que le précédent, & qui en a le port, en diffère par ſes feuilles qui ſont moins grandes, échancrées à leurs extrémités, & qui ne ſont point dentelées, mais feulement garnies ſur leurs bords de petites pointes qui les rendent apres au toucher ; leur couleur eſt d'un vert plus foncé. 
Les fleurs ſont portées ſur des pédoncules plus longs, & ont la même forme que celles de l'eſpèce précédentes ; mais les étamines ſont en plus grand nombre ; j'en ai compte juſqu'à ſoixante. Le fruit eſt tout-a-fait ſemblable. On ſe ſert du bois de cet arbre, & de ſon écorce, pour les mêmes uſages. 
J'ai trouvé cette eſpèce de PALÉTUVIER ſur le penchant de la montagne Serpent, à mi-côte. 
II étoit en fleur & en fruit dans le mois d'Août & de Septembre. »

— Fusée-Aublet, 1775.